# Wander Johannes de Haas
Wander Johannes de Haas (1878–1960) holland fizikus és matematikus. Munkássága között a legismertebb az úgynevezett Subnyikov–de Haas-hatás, a Subnyikov–de Haas–van Alphen-hatás és az Einstein–de Haas-hatás.

## Élete
Wander de Haas Lissében született, ez egy kis város Leiden mellett. Édesapja a Middelburgi Tanítóképző igazgatója volt. 1910-ben házasodott, felesége, Geertruida Luberta Lorentz Hendrik Lorentz Nobel-díjas fizikus idősebb lánya volt. Két fiuk és két lányuk született.

## Tanulmányai
Middelburgben végezte el a középiskolát, majd 1895-ben jogi tanulmányokba kezdett. Néhány vizsgát letett, majd egy ügyvédi irodában végzett gyakorlat után úgy döntött, hogy inkább fizikus lesz. 1900-ban felvételt nyert a leideni egyetemre, ahol fizikát tanult Heike Kamerlingh Onnes és Johannes Petrus Kuenen tanároknál. 1912-ben ledoktorált, tézise címe: A hidrogén kompressziójának mérése.

## Karrier
Az anyagok mágneses viselkedésével kapcsolatos kutatásai Subnyikov–de Haas-hatás, a de Haas–van Alphen-hatás és az Einstein–de Haas-hatás  néven ismertek.
A leideni Tudománytörténeti Múzeumban (Boerhaave Museum) látható egy készüléke (egy elektromágnes), amely az alacsony hőmérsékletű kutatásaival kapcsolatos.

## Fordítás
Ez a szócikk részben vagy egészben  a   Wander Johannes de Haas című angol Wikipédia-szócikk ezen változatának fordításán alapul.  Az eredeti cikk szerkesztőit annak laptörténete sorolja fel. Ez a jelzés csupán a megfogalmazás eredetét és a szerzői jogokat jelzi, nem szolgál a cikkben szereplő információk forrásmegjelöléseként.